# Nirvana in Fire
Nirvana in Fire (en chino, 琅琊榜; pinyin, Lángyá Bǎng) es una serie de televisión china transmitida entre el 19 de septiembre y el 15 de octubre de 2015 por Dragon TV y Beijing TV. La serie se basa en la novela Lang Ya Bang de Hai Yan y narra la historia de Lin Shu, quien bajo el alias de "Mei Changsu", ingresa a la capital de Liang para buscar justicia por una conspiración que marcó a su familia y a sus aliados como traidores por 12 años.

## Argumento
En el siglo sexto de China, hubo una guerra entre las dinastías Wei del norte feudal y las dinastías del sur de Liang. El comandante general de Liang, Lin Xie, su hijo de 19 años, Lin Shu, y el ejército de Chiyan derrotan a las fuerzas hostiles de Wei. Sin embargo, cuando los Chiyan se encuentran debilitados por la batalla, son masacrados bajo las órdenes del Emperador. Desconocido para el Rey, los Chiyan son incriminados por sus rivales políticos, quienes afirmaban que estaban conspirando en una rebelión con el entonces príncipe heredero, el Príncipe Qi. Como resultado, de las falsas acusaciones el Príncipe Qi y los miembros de la mansión Lin son ejecutados injustamente, debido a esto la madre de Qi, la Consorte Chen, y la madre de Lin Shu, hermana del rey, se suicidan. Lin Shu sobrevive al atentado, pero al ser envenenado por el veneno conocido como la "Llama Amarga" (en inglés: "Bitter Flame") durante la pelea, para salvar su vida, el maestro de Langya Hall, Lin Chen le da un tratamiento que finalmente lo lleva a cambiar su apariencia y su estado debilitado. Durante los siguientes 12 años, Lin Shu ahora conocido como Mei Changsu, establece la alianza "Jiang Zou" y se convierte en el jefe del mundo pugilista, con su nueva apariencia e identidad, Lin Shu aprovecha la oportunidad para regresar a la capital durante la lucha por el trono entre el Príncipe Yu y el  Príncipe Xian, y aprovecha esta oportunidad para obtener una posición que le permita restaurar la inocencia de su familia, del ejército Chiyan y ayudar secretamente a su amigo de la infancia, el desfavorecido Príncipe Jing a convertirse en el próximo emperador.
Bajo el disfraz de Su Zhe, Mei Changsu se convierte en un estratega. Y aunque aparentemente apoya al Príncipe Yu ayudándolo a acabar con el Príncipe Heredero y su aliado más poderoso, el Marqués Xie Yu, en realidad secretamente, está ayudando al Príncipe Jing mientras este asciende en poder y favor. Mientras investiga a Xie Yu, Mei Changsu descubre nuevos detalles sobre la participación de Yu en la conspiración contra los Chiyan, también se da cuenta de que Xia Jiang, el jefe de la Oficina Xuan Jing, había sido el instigador del caso que llevó a las falsas incriminaciones del Príncipe Qi y el ejército Chiyan, para que el Príncipe Qi no pudiera disolver la Oficina Xuan Jing cuando el príncipe se convirtiera en Emperador.
Sin embargo después de que el Príncipe Heredero cae en desgracia, el Príncipe Yu y su propio estratega, Qin Banruo, comienzan a sospechar de Mei Changsu después de ver que el Príncipe Jing se estaba volviendo más y más poderoso en la corte real. Por otro lado aunque le recomiendan al Príncipe Yu que deje de avanzar hacia el trono, este decide formar una alianza con Xia Jiang, quien decide ayudarlo a convertirse en el nuevo Emperador para así evitar que el caso Chiyan vuelva a investigarse bajo el cargo del Príncipe Jing, y este descubra sus mentiras. Aunque su plan original era utilizar al exgeneral Chiyan, Wei Zheng para crear una fractura entre el Príncipe Jing y su padre, esto fracasa cuando Wei Zheng logra escaparse. Con Xia Jiang arrestado y la Oficina Xuan Jing incautada y revisada, todos los crímenes previos del Príncipe Yu son revelados, lo que ocasiona que sea degradado y puesto bajo arresto domiciliario, aunque todo parece perdido para el Príncipe Yu, Qin Banruo lo persuade a crear una rebelión y tomar el trono por la fuerza mientras su padre se encuentra ausente cazando con el Príncipe Jing y Mei Changsu.
A pesar de alzarse con un ejército más poderoso en comparación con el pequeño número de soldados que se encontraban cazando con el rey, el Príncipe Jinh y Mei Changsu, el Príncipe Yu no puede destruir a su padre, por lo que termina suicidándose en prisión. Mientras tanto, Xia Jiang logra escapar de prisión durante el intento de rebelión y cuando deduce que Mei Changsu es en realidad Lin Shi, intenta recuperar la confianza del Emperador descubriendo la verdadera identidad de Mei y acusando falsamente al Príncipe Jing de haber conspirado con el estratega como la razón de su rápido ascenso al poder. Aunque el Emperador no le cree y encarcela nuevamente a Xia Jiang, intenta matar a Mei Changsu para prevenir un nuevo desastre para el Príncipe Jing, sin embargo es detenido por el Príncipe Jing, ya que este no quería que la gente muriera por él. Juntos, el príncipe Jing y Mei Changsu crean un plan para intentar llevar el caso del ejército Chiyan al Emperador. Durante las celebraciones por el cumpleaños del Emperador, el Príncipe Jing logra que la Princesa Real Li Yang, la esposa de Xie Yu, presente el caso frente al Emperador con evidencia de la confesión de Xie Yu. El Emperador se enfurece por las repentinas acusaciones sobre sus propios errores sin embargo bajo los ruegos de toda la corte y después de una última confrontación con Mei Changsu, quien finalmente revela su verdadera identidad como Lin Shu, decide reabrir el caso Chiyan.
Después de investigar todas las evidencias, el Emperador anuncia que el Príncipe Qi, el comandante general Lin Xie, su hijo Lin Shu, todo el ejército Chiyan y todos los miembros de la mansión Lin que habían sido ejecutados injustamente eran inocentes. Poco después de cumplir su promesa de demostrar la inocencia de todas las personas inculpadas falsamente, Mei Changsu recibe la noticia de que las fuerzas del Norte de Wei habían llegado a Da Liang para tomar ventaja de los disturbios políticos en la corte real y así invadirla. Mei decide ayudar a expulsar a las fuerzas del norte, ya que sería algo que Lin Shu habría hecho. Mei Changsu toma una medicación a base de hierbas hecha por el maestro Lin Chen para que esta le de fuerza durante tres meses, y así poder dirigir a las fuerzas de Liang para vencer al enemigo del norte; lamentablemente Mei no regresa a la capital. Varios años después, el príncipe Jing se convierte en el nuevo Emperador y cuando el comandante Meng Zhi le solicita al ahora Emperador Jing que nombre a la milicia recién fusionada, él decide nombrarla "Chang Lin" en honor a Lin Shu y Mei Changsu.

## Reparto

### Principales
| Actor                 | Personaje                                       | N.º de episodios | Notas |
| --------------------- | ----------------------------------------------- | ---------------- | --- |
| Hu Ge Zhang Zhehan    | Lin Shu Lin Shu (de joven) Mei Changsu "Su Zhe" | 54 9             | Lin Shu: es el extremadamente brillante, orgulloso y hábil hijo de Lin Xie (el comandante general del emperador de Da Liang) y la Gran Princesa Jinyang. Luego de ser envenenado y someterse a un tratamiento que le cambia la apariencia se convierte en Mei Changsu. Mei Changsu: también conocido como "Su Zhe", un hombre con una actitud calma y majestuosa que esta decidido a llevarle justicia a su familia, así como al ejército Chiyan. |
| Wang Kai              | Xiao Jingyan, Príncipe Jing                     | 45               | Amigo de la infancia de Mei Changsu. El Príncipe es un hombre desfavorecido en la corte, sin embargo poco a poco Jing comienza a ascender en poder y favor, y finalmente gracias a la ayuda de Mei Changsu y sus aliados se convierte en el nuevo Emperador. |
| Liu Tao Pan Xiao Yang | Princesa Mu Nihuang Nihuang (de adolescente)    | 26 3             | |

### Secundarios

#### Alianza "Jiang Zuo"
| Actor         | Personaje  | N.º de episodios | Notas                                          |
| ------------- | ---------- | ---------------- | ---------------------------------------------- |
| Leo Wu        | Fei Liu    | 45               |                                                |
| Zhou Qi Qi    | Gong Yu    | 15               |                                                |
| Jin Dong      | Lin Chen   | 9                |                                                |
| Wang Hong     | Li Gang    | 35               |                                                |
| Zhao Yi Long  | Zhen Ping  | 27               |                                                |
| Zhong Wei Hua | Médico Yan | 14               |                                                |
| Wei Wei       | Tong Lu    | 13               |                                                |
| Shan Ying Zhe | Nie Feng   | 7                |                                                |
| Li Shuai      | Wei Zheng  | 9                | General y antiguo miembro del ejército Chiyan. |
| Liu Hong Yuan | Han Li     |                  |                                                |
| Liu Hong Chao | An Rui     |                  |                                                |
| Gong Fang Min | Sir Shisan | 7                |                                                |

#### Familia Real Liang
| Actor         | Personaje                             | N.º de episodios | Notas                                              |
| ------------- | ------------------------------------- | ---------------- | -------------------------------------------------- |
| Victor Huang  | Xiao Jinghuan, Príncipe Yu            | 44               |                                                    |
| Liu Min Tao   | Consorte Imperial Jing                | 37               |                                                    |
| Ding Yong     | Emperador de Liang                    | 45               |                                                    |
| Gao Xin       | Xiao Jingxuan, Príncipe Heredero Xian | 18               |                                                    |
| Zhang Yan Yan | Princesa Real Li Yang                 | 15               | Hermana del Emperador de Liang y esposa de Xie Yu. |
| Fang Xiao Li  | Emperatriz Yan                        | 24               |                                                    |
| Yang Yu Ting  | Consorte Imperial Yue                 | 18               |                                                    |
| Ningwen Tong  | Príncipe Ji                           | 13               |                                                    |
| Ji Chen       | Xiao Jingyu, Príncipe Qi              | 3                | El Príncipe de Qi.                                 |
| Zheng Yu Zhi  | Gran Emperatriz Viuda                 | 5                |                                                    |
| Lina Chen     | Consorte Hui                          | 8                |                                                    |

#### Corte real y nobles
| Actor           | Personaje            | N.º de episodios | Notas                                                   |
| --------------- | -------------------- | ---------------- | ------------------------------------------------------- |
| Chen Long       | Meng Zhi             | 43               | comandante del ejército "Chang Lin" del Emperador Jing. |
| Tan Xi He       | Gao Zhan             | 40               |                                                         |
| Zhang Ling Xin  | Xia Dong             | 25               |                                                         |
| Wang Yong Quan  | Xia Jiang            | 20               |                                                         |
| Wang Jin Song   | Yan Que, Marques Yan | 16               |                                                         |
| Cheng Hao Feng  | Xiao Jing Rui        | 25               |                                                         |
| Guo Xiao Ran    | Yan Yu Jin           | 35               |                                                         |
| Liu Yijun       | Xie Yu               | 20               | Marqués y aliado más poderoso del Príncipe Heredero     |
| Zhang Xiao Qian | Mu Qing              | 17               |                                                         |
| Kuang Mu Ye     | Xie Bi               | 12               |                                                         |
| Sui Yu Meng     | Xie Qi               | 7                |                                                         |
| Zheng Sheng Li  | General Lin Xie      |                  |                                                         |
| Feng Hui        | Shen Zhui            | 19               |                                                         |
| Lee Duo         | Cai Quan             | 13               |                                                         |
| Liu Guanlin     | Xia Chun             | 15               |                                                         |
| Sui Shuyang     | Xia Qiu              | 8                |                                                         |
| Zhang Yujian    | Lie Zhan Ying        | 24               |                                                         |
| Liu Yang        | General Qi Meng      | 13               |                                                         |
| Zhang Ju Ming   | Xiao Ting Sheng      |                  |                                                         |

### Otros
| Actor             | Personaje                        | N.º de episodios | Notas                     |
| ----------------- | -------------------------------- | ---------------- | ------------------------- |
| Angel Wang        | Qin Ban Ruo                      | 30               | Estratega del Príncipe Yu |
| Jin Feng          | Jun Niang                        | 10               | -                         |
| Wang Chen Yi Xian | Princesa Xuanji                  |                  | -                         |
| Fu Tao            | Lu Yuan                          |                  | -                         |
| Yan Jie           | Zhuo Qingyao                     | 11               | -                         |
| Liu Hao Ming      | Zhuo Dingfeng                    | 10               | -                         |
| Qiao Xin          | Yuwen Nian                       | 4                | -                         |
| Guo Dong Yue      | Yuwen Xuan                       | 3                | -                         |
| Liu Shu Chen      | Madam Zhuo                       | 6                | -                         |
| Sun Meng Jia      | Xiao Xin                         | 14               | -                         |
| Juming Zhang      | Ting Sheng                       | 10               | -                         |
| Linyan Jiang      | Lan Jin                          | 9                | -                         |
| Liming Geng       | Qi Hong                          | 8                | -                         |
| Shan Lu           | Miss Liu, Princesa Consorte Jing | 6                | -                         |
| Zhen Zhang        | Hui Yao                          | 5                | -                         |
| Bin Li            | Xiao Jingting                    | 4                | -                         |
| Mengyao Zhu       | Xiao Li                          | 3                | -                         |
| Long Li           | Bai Liqi                         | 3                | -                         |
| Yong Wang         | Qi Min                           | 3                | -                         |
| Zhenhua Han       | Liu Cheng                        | 3                | -                         |
| Hucheng Wang      | Zhou Xuanqing                    | 2                | -                         |
| Kun Huang         | He Wenxin                        | 2                | -                         |
| Wenxue Hao        | Qiu Xiuze                        | 2                | -                         |
| Hua Li            | Duque Wenyuan                    | 2                | -                         |
| Xiaohui Sun       | Mrs. Han                         | 2                | -                         |
| Ming Ge           | Tía Ji                           | 2                | -                         |
| Yuanzhang Yin     | Lou Zhijing                      | 2                | -                         |
| Tu Ni             | Su Tianshu                       | 2                | -                         |
| Kan Wang          | He Jingzhong                     | 1                | -                         |
| Bo Ma             | Zhu Shouchun                     | 1                | -                         |
| Zhiwei Zhang      | Chen Yuanzhi                     | 1                | -                         |
| Jiahui Yan        | Qiu Ze                           | 1                | -                         |
| Ruisheng Chen     | Li Chongxin                      | 1                | -                         |
| Liming Cui        | Mr. Ji                           | 1                | -                         |
| Ke Miao           | Gao Sheng                        | 1                | -                         |

## Episodios
La serie estuvo conformada por 54 episodios, los cuales fueron emitidos dos episodios diarios de lunes a domingo de las 19:30 a 21:30hrs a través de Beijing TV y Dragon TV.

### Secuela
El 18 de diciembre de 2017 se estrenó la secuela Nirvana in Fire II: The Wind Blows in Chang Lin (también conocida como "Nirvana in Fire 2"). La secuela fue protagonizada por Huang Xiaoming, Liu Haoran, Tong Liya y Zhang Huiwen.  La serie estuvo conformada por 50 episodios siendo su última emisión el 12 de febrero de 2018.

### Rating
| China Dragon TV / Beijing TV (calificaciones de estreno) (CSM50) |                            |                    |                          |                |                    |                          |                |
| Episodios                                                        | Emisión                    | Dragon TV          | Dragon TV                | Dragon TV      | Beijing TV         | Beijing TV               | Beijing TV     |
| Episodios                                                        | Emisión                    | Calificaciones (%) | Audiencia compartida (%) | Calificaciones | Calificaciones (%) | Audiencia compartida (%) | Calificaciones |
| 1-2                                                              | 19 de septiembre de 2015   | 0.482              | 1.38                     | 10             | 0.574              | 1.64                     | 6              |
| 3-4                                                              | 20 de septiembre de 2015   | 0.587              | 1.65                     | 8              | 0.594              | 1.67                     | 7              |
| 5-6                                                              | 21 de septiembre de 2015   | 0.517              | 1.48                     | 10             | 0.573              | 1.64                     | 6              |
| 7-8                                                              | 22 de septiembre de 2015   | 0.544              | 1.56                     | 9              | 0.529              | 1.52                     | 10             |
| 9-10                                                             | 23 de septiembre de 2015   | 0.690              | 1.98                     | 4              | 0.603              | 1.73                     | 8              |
| 11-12                                                            | 24 de septiembre de 2015   | 0.749              | 2.11                     | 4              | 0.531              | 1.50                     | 9              |
| 13-14                                                            | 25 de septiemrbre, 2015    | 0.694              | 2.00                     | 4              | 0.661              | 1.92                     | 5              |
| 15-16                                                            | 26 de septiembre de 2015   | 0.739              | 2.07                     | 4              | 0.649              | 1.82                     | 5              |
| 17-18                                                            | 27 de septiembre de 2015   | 0.730              | 1.99                     | 3              | 0.523              | 1.43                     | 5              |
| 19-20                                                            | 28 de septiembre de 2015   | 0.655              | 1.82                     | 3              | 0.604              | 1.68                     | 4              |
| 21-22                                                            | 29 de septiembre de 2015   | 0.727              | 1.97                     | 4              | 0.833              | 2.26                     | 3              |
| 23-24                                                            | 30 de septiembre de 2015   | 0.751              | 1.99                     | 4              | 0.832              | 2.21                     | 3              |
| 25-26                                                            | 1 de octubre de 2015       | 0.671              | 1.97                     | 4              | 0.825              | 2.41                     | 3              |
| 27-28                                                            | 2 de octubre de 2015       | 0.702              | 2.11                     | 4              | 0.831              | 2.50                     | 2              |
| 29-30                                                            | 3 de octubre de 2015       | 0.715              | 2.08                     | 4              | 0.720              | 2.10                     | 3              |
| 31-32                                                            | 4 de octubre de 2015       | 0.865              | 2.47                     | 3              | 0.755              | 2.15                     | 4              |
| 33-34                                                            | 5 de octubre de 2015       | 0.794              | 2.24                     | 5              | 0.869              | 2.45                     | 4              |
| 35-36                                                            | 6 de octubre de 2015       | 0.928              | 2.55                     | 5              | 0.977              | 2.69                     | 4              |
| 37-38                                                            | 7 de octubre de 2015       | 0.897              | 2.35                     | 3              | 1.044              | 2.73                     | 1              |
| 39-40                                                            | 8 de octubre de 2015       | 1.081              | 2.99                     | 2              | 0.691              | 1.91                     | 6              |
| 41-42                                                            | 9 de octubre de 2015       | 1.055              | 2.90                     | 2              | 1.017              | 2.79                     | 3              |
| 43-44                                                            | 10 de octubre de 2015      | 1.057              | 2.84                     | 3              | 1.185              | 3.18                     | 1              |
| 45-46                                                            | 11 de octubre de 2015      | 1.161              | 3.11                     | 2              | 1.223              | 3.28                     | 1              |
| 47-48                                                            | 12 de octubre de 2015      | 1.063              | 3.03                     | 2              | 1.254              | 3.57                     | 1              |
| 49-50                                                            | 13 de octubre de 2015      | 1.072              | 2.96                     | 3              | 1.196              | 3.30                     | 1              |
| 51-52                                                            | 14 de octubre de 2015      | 0.987              | 2.76                     | 4              | 1.085              | 3.03                     | 1              |
| 53-54                                                            | 15 de octubre de 2015      | 1.159              | 3.27                     | 1              | 1.050              | 2.96                     | 2              |
| Promedio de calificaciones                                       | Promedio de calificaciones | 0.809              | 2.269                    | 4.2            | 0.834              | 2.366                    | 4              |

* Las calificaciones más altas están marcadas con rojo, mientras que las calificaciones más bajas están marcadas con azul

## Música
El compositor de la música temática fue Meng Ke, la música de apertura de la serie fue "Main Theme" interpretada por Meng Ke. 
Mientras que la música de cierre fue "When the Wind Blows" interpretada por Hu Ge.
| No. | Artista  | Canción                                     | Duración | Notas             |
| --- | -------- | ------------------------------------------- | -------- | ----------------- |
| 1   | Hu Ge    | When the Wind Blows (风起时)                | 3:12     | (tema de cierre)  |
| 2   | Liu Tao  | Faded Beauty (红颜旧)                       | 3:45     |                   |
| 3   | Wang Kai | Loyal Blood Forever Runs Red (赤血长殷)     | 4:46     |                   |
| 4   | -        | March (行进)                                | 1:18     |                   |
| 5   | -        | Tense Stalemate (紧张对峙)                  | 1:06     |                   |
| 6   | -        | Expansive (开阔)                            | 1:26     |                   |
| 7   | -        | Strategise (谋划)                           | 3:57     |                   |
| 8   | -        | Interlude (插曲)                            | 2:14     |                   |
| 9   | -        | Deception (诡计)                            | 2:53     |                   |
| 10  | -        | Emotions (情感)                             | 1:36     | (versión en Bawu) |
| 11  | -        | Emotions 2                                  | 3:43     |                   |
| 12  | -        | Emotions 3                                  | 1:52     |                   |
| 13  | -        | Conversation (谈话)                         | 4:26     |                   |
| 14  | -        | Suspense (悬疑)                             | 2:01     |                   |
| 15  | -        | Suspense                                    | 1:36     | (versión Xiao)    |
| 16  | -        | Chasing (追赶)                              | 1:13     |                   |
| 17  | -        | Last Judgement (最后的审判)                 | 2:36     |                   |
| 18  | -        | Main Theme (主题)                           | 4:06     |                   |
| 19  | -        | Main Theme 2 (主题2)                        | 3:21     |                   |
| 20  | -        | Battle situation (战争场面)                 | 2:31     |                   |
| 21  | -        | Battle situation 2 (战争场面2)              | 1:21     |                   |
| 22  | -        | Race Against Time (争分夺秒)                | 1:36     |                   |
| 23  | -        | Ambience (背景氛围音乐)                     | 2:11     |                   |
| 24  | -        | Suspense 3 (悬疑3)                          | 1:10     |                   |
| 25  | -        | Emotional Music (情绪音乐)                  | 0:41     |                   |
| 26  | -        | Women's Theme (女主题)                      | 1:15     |                   |
| 27  | -        | Humour, Lively (幽默，欢快)                 | 1:05     |                   |
| 28  | -        | Humour 2 (幽默2)                            | 0:47     |                   |
| 29  | -        | Longing (思念)                              | 1:00     |                   |
| 30  | -        | Stand-off between father and son (父子拔剑) | 2:13     |                   |
|     |          | Duración total:                             | 61:33    |                   |

## Premios y nominaciones
Entre los premios, el drama recibió el premio Flying Apsaras en la categoría de Drama de televisión sobresaliente (en inglés: "Outstanding Television Drama Award"), el más alto honor otorgado por el gobierno, por sus logros sobresalientes en la industria de la televisión. El director Kong Sheng también ganó el Premio a Director excepcional (en inglés: "Outstanding Director Award") por su trabajo en la serie.
En el 2016 la Administración Estatal de Radio y Televisión SARFT (en inglés: "State Administration of Radio and Television"), reconoció a la serie como uno de los 20 mejores dramas del año. La serie también fue nominada para los premios Magnolia en la categoría de Mejor serie de televisión durante el 22° Festival de Televisión de Shanghái.
| Año  | Categoría                                 | Premio                                                                 | Nominado (a)        | Resultado |
| ---- | ----------------------------------------- | ---------------------------------------------------------------------- | ------------------- | --------- |
| 2017 | Outstanding Television Series             | 11th National Top-Notch Television Production Award Ceremony           | "Nirvana in Fire"   | Ganó      |
| 2017 | Best Chinese TV Series                    | 12th Chinese American Film Festival (Golden Angel Award)               | "Nirvana in Fire"   | Ganó      |
| 2016 | Top Copyright Award                       | National Copyright Administration (NCAC) Copyright Awards              | "Nirvana in Fire"   | Ganó      |
| 2016 | Most Popular Actor                        | 28th Golden Eagle Award                                                | Hu Ge               | Ganó      |
| 2016 | Best Actor                                | 28th Golden Eagle Award                                                | Hu Ge               | Ganó      |
| 2016 | Best Supporting Actor                     | 3rd Asia Rainbow TV Award                                              | Wang Kai            | Ganó      |
| 2016 | Best Actress (Ancient Drama)              | 3rd Asia Rainbow TV Award                                              | Liu Tao             | Nominada  |
| 2016 | Most Appealing Young Actor                | 8th China TV Drama Award                                               | Leo Wu              | Ganó      |
| 2016 | Best Actor                                | 22nd Shanghai Television Festival                                      | Hu Ge               | Ganó      |
| 2016 | Best Supporting Actor                     | 22nd Shanghai Television Festival                                      | Wang Kai            | Nominado  |
| 2016 | Best Supporting Actress                   | 22nd Shanghai Television Festival                                      | Liu Min Tao         | Nominada  |
| 2016 | Best Screenwriter                         | 22nd Shanghai Television Festival                                      | Hai Yan             | Nominado  |
| 2016 | Best Director                             | 22nd Shanghai Television Festival                                      | Kong Sheng          | Ganó      |
| 2016 | Best Director                             | 22nd Shanghai Television Festival                                      | Li Xue              | Ganó      |
| 2016 | Best Television Series                    | 22nd Shanghai Television Festival                                      | "Nirvana in Fire"   | Nominado  |
| 2016 | Best Actor                                | 19th Huading Award                                                     | Hu Ge               | Nominado  |
| 2016 | Best Actress (Ancient)                    | 19th Huading Award                                                     | Liu Tao             | Nominada  |
| 2016 | Best Newcomer                             | 19th Huading Award                                                     | Leo Wu              | Nominado  |
| 2016 | Best Producer                             | 19th Huading Award                                                     | Hou Hongliang       | Nominado  |
| 2016 | Best Screenwriter                         | 19th Huading Award                                                     | Hai Yan             | Nominado  |
| 2016 | Best Director                             | 19th Huading Award                                                     | Kong Sheng y Li Xue | Nominados |
| 2016 | Best Drama                                | 19th Huading Award                                                     | "Nivana in Fire"    | Ganó      |
| 2016 | TV Actor of the Year                      | iQiyi All-Star Carnival                                                | Hu Ge               | Ganó      |
| 2016 | TV Drama Producer of the Year             | iQiyi All-Star Carnival                                                | Hou Hongliang       | Ganó      |
| 2016 | Drama of the Year                         | iQiyi All-Star Carnival                                                | "Nirvana in Fire"   | Ganó      |
| 2016 | TV Actor of the Year                      | LiTV OTT Entertainment Award                                           | Hu Ge               | Ganó      |
| 2016 | Drama of the Year                         | LiTV OTT Entertainment Award                                           | "Nirvana in Fire"   | Ganó      |
| 2016 | Most Popular TV Series                    | 3rd Hengdian Film and TV Festival of China (Jury Grand Award)          | "Nirvana in Fire"   | Ganó      |
| 2016 | Most Popular Chinese TV Series            | 8th Straits Film and Television Award                                  | "Nirvana in Fire"   | Ganó      |
| 2016 | Most Marketable Actor                     | 1st China Quality Television Drama                                     | Hu Ge               | Ganó      |
| 2016 | Most Popular Actress                      | 1st China Quality Television Drama                                     | Liu Tao             | Ganó      |
| 2016 | Most Popular Actor                        | 1st China Quality Television Drama                                     | Wang Kai            | Ganó      |
| 2016 | Quality Performance Grand Award           | 1st China Quality Television Drama                                     | Hu Ge               | Ganó      |
| 2016 | Best Producer                             | 1st China Quality Television Drama                                     | Hou Hongliang       | Ganó      |
| 2016 | Best Director                             | 1st China Quality Television Drama                                     | Kong Sheng          | Ganó      |
| 2016 | Best Director                             | 1st China Quality Television Drama                                     | Li Xue              | Ganó      |
| 2016 | Quality Grand Award                       | 1st China Quality Television Drama                                     | "Nirvana in Fire"   | Ganó      |
| 2016 | Audience Favorite TV Series               | 1st China Quality Television Drama                                     | "Nirvana in Fire"   | Ganó      |
| 2016 | Top 20 Most Outstanding Dramas of 2015    | State Administration of Press, Publication, Radio, Film and Television | "Nirvana in Fire"   | Ganó      |
| 2016 | Most Powerful Actor of the Year           | Weibo Night Award                                                      | Jin Dong            | Ganó      |
| 2016 | Most Powerful Actress of the Year         | Weibo Night Award                                                      | Liu Tao             | Ganó      |
| 2016 | Best Newcomer of the Year                 | Weibo Night Award                                                      | Leo Wu              | Ganó      |
| 2016 | Person of the Year                        | Weibo Night Award                                                      | Wang Kai            | Ganó      |
| 2016 | Best Performance by an Actor              | Weibo Night Award                                                      | Liu Yijun           | Ganó      |
| 2016 | Best Performance by an Actress            | Weibo Night Award                                                      | Liu Min Tao         | Ganó      |
| 2016 | Best Television Series Producer           | Weibo Night Award                                                      | Hou Hongliang       | Ganó      |
| 2016 | Best Original TV Adaption                 | Forbes China Original Culture Billboard Award                          | "Nirvana in Fire"   | Ganó      |
| 2015 | Best Actor                                | 7th China TV Drama Award                                               | Hu Ge               | Ganó      |
| 2015 | Most Popular Actor (Mainland China)       | 7th China TV Drama Award                                               | Wang Kai            | Ganó      |
| 2015 | Best Supporting Actor                     | 7th China TV Drama Award                                               | Victor Huang        | Ganó      |
| 2015 | Best Director                             | 7th China TV Drama Award                                               | Kong Sheng y Li Xue | Ganaron   |
| 2015 | Top Ten Television Series                 | 7th China TV Drama Award                                               | "Nirvana in Fire"   | Ganó      |
| 2015 | Industry Contribution Award               | 7th China TV Drama Award                                               | Hou Hongliang       | Ganó      |
| 2015 | Best Television Producer                  | 6th Macau International Television Festival                            | Hou Hongliang       | Ganó      |
| 2015 | Outstanding Television Series             | 6th Macau International Television Festival                            | "Nirvana in Fire"   | Ganó      |
| 2015 | Outstanding Actor                         | 30th Flying Apsaras Award                                              | Hu Ge               | Nominado  |
| 2015 | Outstanding Actress                       | 30th Flying Apsaras Award                                              | Liu Tao             | Nominada  |
| 2015 | Outstanding Television Drama (Historical) | 30th Flying Apsaras Award                                              | "Nirvana in Fire"   | Ganó      |
| 2015 | Outstanding Director                      | 30th Flying Apsaras Award                                              | Kong Sheng          | Ganó      |
| 2015 | Entertainer of the Year                   | 14th China's Annual Top List                                           | Hu Ge               | Ganó      |
| 2015 | Entertainer of the Year                   | 14th China's Annual Top List                                           | Wang Kai            | Ganó      |
| 2015 | Drama of the Year                         | 14th China's Annual Top List                                           | "Nirvana in Fire"   | Ganó      |
| 2015 | Entertainer of the Year                   | 15th "Wind from the East" Influential Entertainers                     | Hu Ge               | Ganó      |
| 2015 | Most Powerful TV Actor of the Year        | 15th "Wind from the East" Influential Entertainers                     | Jin Dong            | Ganó      |
| 2015 | Most Popular TV Actor of the Year         | 15th "Wind from the East" Influential Entertainers                     | Wang Kai            | Ganó      |
| 2015 | Best Television Director of the Year      | 15th "Wind from the East" Influential Entertainers                     | Kong Sheng          | Ganó      |
| 2015 | Best Television Director of the Year      | 15th "Wind from the East" Influential Entertainers                     | Li Xue              | Ganó      |

## Producción
En abril del 2011 el "Shandong Television Media Group" adquirió los derechos de adaptación cinematográfica para la popular novela de internet "Lang Ya Bang" escrita por Hai Yan, la novela es conocida como la versión china de "El Conde de Monte Cristo" (en inglés: "The Count of Monte Cristo").

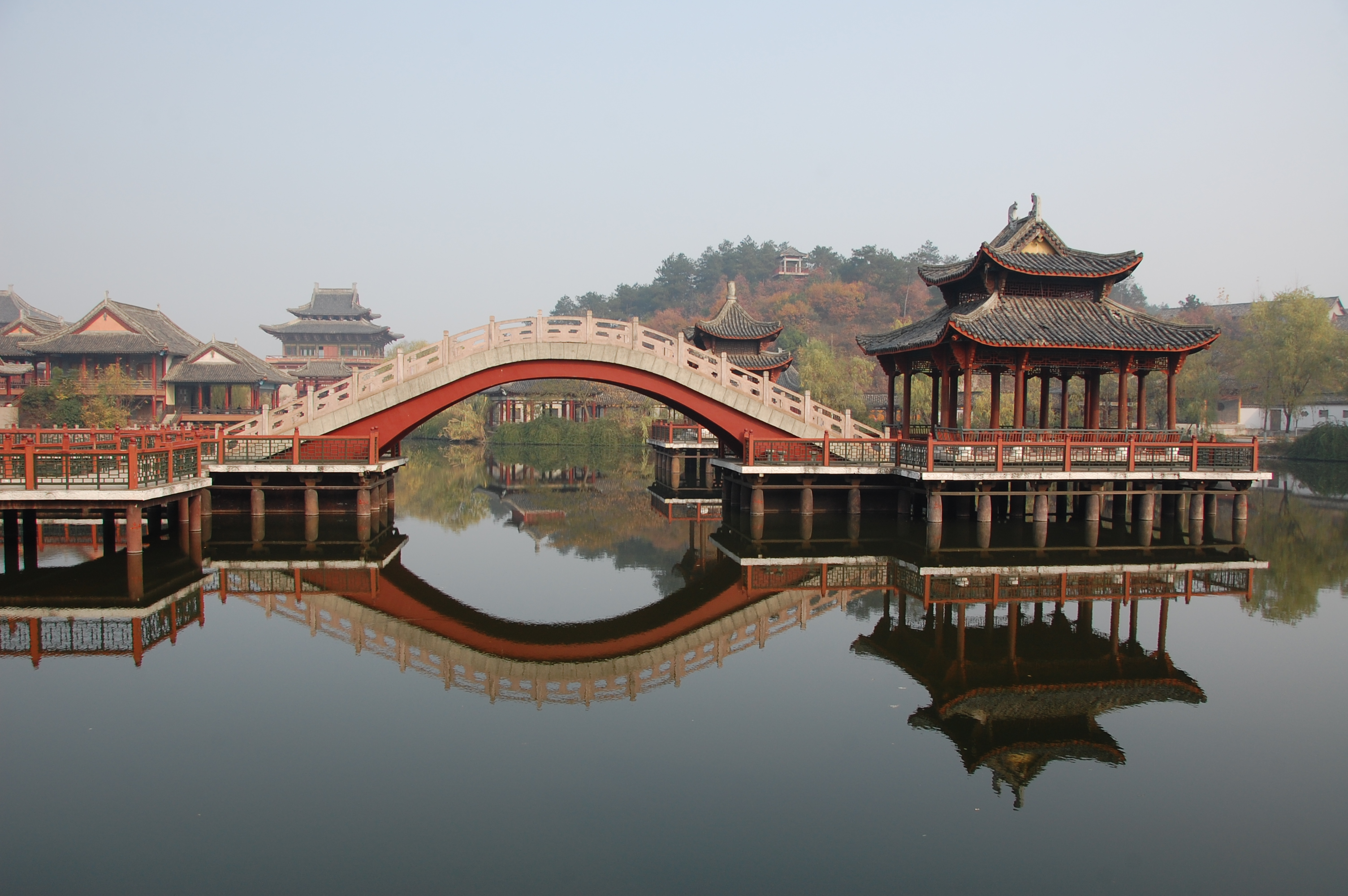
Set ubicado en "Hengdian World Studios" utilizado como parte de la mansión del Marqués Xie Yu.

Poco después se anunció que la serie sería dirigida por Kong Sheng y Li Xue, escrita por Hai Yan, mientras que la producción ejecutiva estaría en manos de Hou Hongliang.
A mediados de diciembre del 2016 se anunció que los actores Hu Ge, Victor Huang, Wang Kai y Chen Long se habían unido al drama e interpretarían a los personajes de Mei Changsu, Prince Yu, Prince Jing y Meng Zhi respectivamente.
Oficialmente la serie comenzó sus filmaciones el 12 de febrero del 2014 en "Hengdian World Studios", las locaciones de producción de la serie fueron divididas entre "Hengdian World Studios", "Xiang Shan Studios", las praderas de Zhe Jiang, Wuxi y otros lugares. 
El rodaje finalizó en junio del 2014 y entró en posproducción, estrenándose el 19 de septiembre del 2015.
Contó con las compañías de producción "Shandong Television Media Group" y "Daylight Entertainment (Dongyang) Television Ltd." 
La serie fue distribuida por las cadenas Dragon TV y Beijing TV.

### Popularidad
La serie obtuvo la aclamación de la crítica, con muchas críticas positivas y debates que surgieron en Internet a través de Weibo.
La serie superó las clasificaciones de audiencia en cincuenta ciudades de China y gozó de calificaciones altas de audiencia en Taiwán.
Superando los diez millones de visitas en su segundo día, recibiendo un número total de visitas diarias en el sitio web iQiyi de más de 3.300 millones hasta el final de la serie. También fue considerado un fenómeno de las redes sociales, generando 3,55 mil millones de mensajes en Sina Weibo donde elogiaban a sus personajes y su argumento. Para diciembre del 2016, la serie ya tenía un total de 13 mil millones de visitas según lo informado por VLinkage.
El drama también fue inmensamente popular en el extranjero y ha sido traducido y doblado en diferentes idiomas.
Xu Ming del Global Times elogió la trama, la actuación y la cinematografía de la serie, afirmando que era un ejemplo de calidad de los dramas de época chinos, a pesar de señalar algunos defectos en la trama, como que Mei Changsu era "demasiado capaz" en comparación con los otros personajes. 
El sitio web chino Douban le dio el drama 9.2 de 10pts., apodando a la serie como el "Juego de Tronos de China" (en inglés: "China's Game of Thrones") debido a su gran popularidad.
Varios lugares escénicos chinos fueron renombrados en honor a la serie debido a su popularidad y así atraer a los turistas.
Las publicaciones para la novela web fueron muy esperadas, obteniendo el número de pre-pedidos. 
En el 2015 durante el "Big Data Index" de la Industria de la Cultura y el Espectáculo el personaje de Hu Ge - Mei Changsu, fue nombrado el personaje de televisión del que la gente habla más en el año (en línea)
El éxito de la adaptación ayudó a aumentar las ventas del libro original en más de 3.300% en Amazon.

### Emisión en otros países
| País              | Cadena (as)                                   | Fecha de Inicio                                  | Horario                                                               |
| ----------------- | --------------------------------------------- | ------------------------------------------------ | --------------------------------------------------------------------- |
| Argentina         | América TV                                    | 7 de enero de 2019                               | Lunes - Sábado a las 00:15                                            |
| Canadá            | OMNI.2 (ON) OMNI AB OMNI BC                   | 15 de noviembre de 2015                          | Lunes - Viernes a las 22:00                                           |
| China Continental | Beijing TV y Dragon TV                        | 19 de septiembre de 2015                         | Lunes - Domingo a las 19:30-21:00 (2 episodios por día)               |
| Corea del Sur     | Chinese TV                                    | 19 de octubre de 2015                            | Lunes - Viernes a las 22:00 (2 episodios por día)                     |
| Estados Unidos    | San Francisco KTSF 26 Taiwan KSCI Los Angeles | 21 de septiembre de 2015 10 de diciembre de 2015 | Lunes - viernes a las 21:00-22:00 Domingo - viernes a las 19:00-20:00 |
| Hong Kong         | TVB Jade                                      | 16 de mayo de 2016                               | Todos los días a las 21:30-22:30                                      |
| Japón             | Galaxy TV                                     | 11 de abril de 2016                              | Lunes - viernes a las 13:00-15:00                                     |
| Malasia           | TVB Jade Astro On Demand Astro Wah Lai Toi    | 16 de mayo de 2016 1 de abril de 2017            | Todos los días a las 21:30-22:30 Sábados y domingos a las 16:00-18:00 |
| Singapur          | VV Drama                                      | 29 de agosto de 2016                             | Lunes - Domingo a las 21:00-22:00                                     |
| Taiwán            | CTS Main Channel ELTA TV LiTV                 | 3 de noviembre de 2015 26 de enero de 2016       | Lunes - viernes a las 21:00 Lunes - viernes a las 12:00               |